# Complexe forestier Rennes-Liffré-Chevré, Étang et lande d'Ouée, forêt de Haute Sève
Complexe forestier Rennes-Liffré-Chevré, Étang et lande d'Ouée, forêt de Haute Sève este o arie protejată (sit de importanță comunitară — SCI) din Franța întinsă pe o suprafață de 1.728 ha, integral pe uscat.

## Localizare
Centrul sitului Complexe forestier Rennes-Liffré-Chevré, Étang et lande d'Ouée, forêt de Haute Sève este situat la coordonatele 48°12′25″N 1°32′00″W / 48.20694°N 1.53333°V.

## Înființare
Situl Complexe forestier Rennes-Liffré-Chevré, Étang et lande d'Ouée, forêt de Haute Sève a fost declarat arie specială de conservare în baza directivei 92/43 din 1992 referitoare la conservarea habitatelor naturale și a faunei și florei sălbatice pentru a proteja 1 specie de plante și 13 specii de animale.

## Biodiversitate
Situată în ecoregiunea atlantică, aria protejată conține 9 habitate naturale: Pajiști uscate europene, Mlaștini turboase de tranziție și turbării mișcătoare, Păduri de fag acidofile atlantice, cu subarboret de Ilex și, uneori, de asemenea, Taxus, la nivelul arbuștilor (Quercion robori-petraeae sau Ilici-Fagenion), Pajiști umede atlantice temperate cu Erica ciliaris și Erica tetralix, Păduri de fag Asperulo-Fagetum, Turbării active, Ape oligotrofe din câmpii nisipoase, cu un conținut foarte redus de minerale (Littorelletalia uniflorae), Păduri aluvionare cu Alnus glutinosa și Fraxinus excelsior (Alno-Padion, Alnion incanae, Salicion albae), Mlaștini oligotrofe degradate, capabile încă de regenerare naturală.
La baza desemnării sitului se află mai multe specii protejate:
- plante (1): Luronium natans
- amfibieni (1): triton cu creastă (Triturus cristatus)
- mamifere (6): liliac cârn (Barbastella barbastellus), liliac cu urechi mari (Myotis bechsteinii), liliac cărămiziu (Myotis emarginatus), liliac comun (Myotis myotis), liliacul mare cu potcoavă (Rhinolophus ferrumequinum), liliacul mic cu potcoavă (Rhinolophus hipposideros)
- nevertebrate (3): Austropotamobius pallipes, Euplagia quadripunctaria, rădașcă (Lucanus cervus)
- pești (3): zglăvoacă (Cottus gobio), Cottus perifretum, cicar (Lampetra planeri)

Pe lângă speciile protejate, pe teritoriul sitului au mai fost identificate 5 specii de plante, 1 specie de păsări, 1 specie de nevertebrate.